# Bulet dværgmispel
Bulet dværgmispel (Cotoneaster bullatus) er en stor, løvfældende busk med en åben, tragt-agtig vækstform. Der er kun få og svagt forgrenede hovedgrene, som er oprette til svagt overhængende. Blomsterne søges meget af bier, og frugterne er elsket af fugle. Busken fremkalder jordtræthed. 

## Beskrivelse
Barken er først gråbrun og tæt håret. Senere bliver den brun og glat med spredte korkporer. Gamle grenes bark er grålig og furet. Knopperne er spredte, aflange, tilliggende og noget sjuskede at se til. Knopskællene er tæt besat med grå hår. Bladene er elliptiske og helrandede med lang spids. Oversiden er rynket og mørkegrøn, mens undersiden er tæt behåret og grågrøn. Høstfarven er klart rød. 
Blomsterne sidder 3-7 sammen i små halvskærme ved bladhjørnerne. De er små og hvide til lyserøde. Frugterne er røde kærnefrugter med 2-3 hårde kerner. Frøene modner godt og spirer villigt i Danmark. Arten er formentlig apomiktisk
Rodnettet består af 4-5 hovedrødder, som når langt ud og ned, men som kun er svagt forgrenede. 
Højde x bredde og årlig tilvækst: 4 x 4 m (20 x 20 cm/år). 

## Hjemsted
Busken danner skovbryn og krat på næringsrig og sommerfugtig bund i det vestlige Kinas bjerge (bl.a. på Emei-bjerget). Arten er desuden naturaliseret mange steder i både Nordamerika og Europa, og den betragtes som en invasiv art af myndighederne.
I Lamagetou Nature Reserve, Sichuan, Kina, findes rester af Taxus-Tsuga-blandede, løvfældende skove med Rhododendron-Salix-bambus underetage i 2.650-2.720 m højde. Her vokser arten sammen med bl.a. aksnøkketunge, alm. kællingetand, Buddleja albiflora (en art af buddleja), Deutzia discolor (en art af stjernetop), Enkianthus deflexus (en art af Pagodebusk-slægten), finnet bronzeblad, Gaultheria hookeri (en art af bjergte), magnoliapil, omeirose, Rhododendron lutescens (en art af rododendron), Rubus tricolor (en art af brombær) og Skimmia arborescens. 

## Sygdomme
Busken rammes dødeligt af ildsot.
| Portal | Portal:Botanik |